# Bayazid Ansari
Bayazid Ansari (nom complet Pir-i Rawxan ibn Abd Al·lah Kadi ibn Xaykh Muhàmmad) (vers 1520-1581) fou un religiós afganès, fundador del moviment religiós i nacional afganès anomenat pels historiadors mogols com a Pir Tarik.
Va néixer al començament del segle xvi i va morir com a guerriller (es va tirar a la muntanya dos anys i mig abans de morir després d'una massacre dels seus seguidors) resistint les injustícies del governador mogol de Peshawar el 1581.
Va escriure diverses obres.